# Jacques-Joseph Corbière
Pour les articles homonymes, voir Corbière.
Jacques-Joseph Guillaume François Pierre, comte de Corbière, né le 22 mai 1766 à Cornuz-les-Trois-Maries et mort le 12 janvier 1853 à Rennes, est une personnalité politique française.

## Biographie

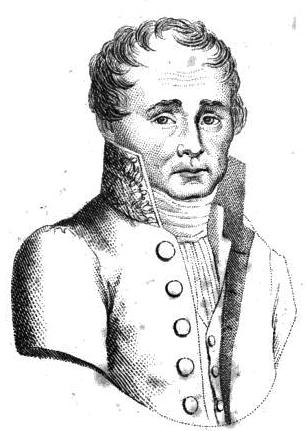
Jacques-Joseph, comte de Corbière. Portrait gravé extrait de la Biographie pittoresque des députés, 1820.

Fils de Joseph Corbière, avocat au Parlement de Rennes, il fait ses études à la faculté de droit de Rennes, où il obtient sa licence en 1788 et est docteur en droit l’année suivante.
Juge de police à Rennes en 1793, puis commissaire du Directoire près l’administration départementale en 1796, il est élu député le 25 germinal An V. À Paris, il fréquente le club de Clichy où il croise les futurs doctrinaires comme Camille Jordan, Royer-Collard ou encore Louis Becquey. Son mandat s’achève dès le 5 septembre 1797, lors du coup d’État du 18 fructidor an V.
Le 31 décembre 1799, il épouse Anne Marie Esther Delamarre, veuve d’Isaac Le Chapelier, auteur de la loi sur l’interdiction des corporations, qui avait été guillotiné le 22 avril 1794.
Il devient, le 21 mai 1800, membre du conseil général d’Ille-et-Vilaine, dont il sera président quatre ans plus tard (1804-1807), puis à nouveau en 1809-1810, en 1813-1814 et de 1816 à 1822. Il est élu député le 22 août 1815 et siège parmi les ultras. Il est réélu en 1816 et 1817.
Il est nommé en 1817, doyen de la faculté de droit de Rennes, puis devient, le 21 décembre 1820, ministre d’État et président du Conseil royal de l’Instruction publique, dans le cabinet de Richelieu. Avec l’avènement du gouvernement Villèle, dont il était proche, le 14 décembre 1821, il devient ministre de l’Intérieur, poste qu’il occupe pendant plus de six ans (jusqu’au 4 janvier 1828). Le 6 septembre 1822, il signe l’ordonnance qui supprime l’École normale (qui sera rétablie plus tard).
Il est anobli et créé comte en 1822, puis pair de France en 1828. Favorable à l’envoi de troupes pour l’expédition d'Espagne, en 1823, il reçut de Ferdinand VII d’Espagne la Grand-croix de l’ordre de Charles III. Il se retira en 1830, sur sa terre d’Amanlis au milieu de ses livres et de ses collections, où il mourut en 1853. Il fut membre de la Société des bibliophiles français.

## Distinctions
- Grand-croix de l'ordre de Charles III d'Espagne (1823)[1].
- Chevalier de l'ordre de Saint-Michel.
- Chevalier de l'ordre du Saint-Esprit.